# 博德内格
博德内格是德国巴登-符腾堡州的一个市镇。总面积24.56平方公里，总人口3128人，其中男性1591人，女性1537人（2011年12月31日），人口密度127人/平方公里。